# Alleshausen
Alleshausen è un comune tedesco di 551 abitanti situato nel land del Baden-Württemberg.